# Республиканский референдум в Гамбии (1970)
В апреле 1970 года в Гамбии прошел референдум о республике. Изменения привели к созданию поста президента, который заменил Елизавету II на посту главы государства, тем самым устранив пост генерал-губернатора. Это был второй референдум по этому вопросу: первый в 1965 году провалился, поскольку не было достигнуто необходимое большинство в две трети.
На этот раз референдум дал положительный результат. Премьер-министр Дауда Джавара был избран первым президентом парламентом, заменив Елизавету II (представленную генерал-губернатором Фаримангом Мамади Сингатехом) на посту главы государства 24 апреля 1970 года.

## Результат
| Выбор                              | Голосов | %     |
| ---------------------------------- | ------- | ----- |
| За                                 | 84,968  | 70.45 |
| Против                             | 35,638  | 29.55 |
| Всего                              | 120,606 | 100   |
| Зарегистрированные избиратели/явка | 133,813 | 90.1  |
| Источник –                         |         |       |